# Polybia brunnea
Polybia brunnea är en getingart som först beskrevs av Curtis 1844.  Polybia brunnea ingår i släktet Polybia och familjen getingar. Inga underarter finns listade i Catalogue of Life.